# Leskoptev savanová
Leskoptev savanová (Lamprotornis nitens) je asi 25 cm velký druh pěvce z čeledi špačkovitých (Sturnidae).

## Znaky
Je celá leskle modrozelená s tmavými končetinami a zobákem a žlutýma očima.

## Rozšíření a výskyt
Jak již z jejího samotného názvu plyne, vyskytuje se zejména v savanách, běžně však i v parcích a zahradách na území Angoly, Botswany, Demokratické republiky Kongo, Gabonu, Lesota, Mosambiku, Namibie, Jihoafrické republiky, Svazijska, Zambie a Zimbabwe.

## Biologie
Jedná se o přelétavého ptáka, který v mimohnízdní době tvoří velká hejna, často hledá potravu na zemi s jinými druhy leskoptví.
V okolí vesnic sbírá hmyz, bobule a plody. Vybírá také klíšťata a jiné ektoparazity ze srsti velkých zvířat.
Hnízdí mezi říjnem a únorem. hnízdo staví v různých dutinách například stromových a soupeří s ostatními dutinovými ptáky. Stává se ale hostitelem medozvěstky křiklavé. V potravě mláďat na kraji pouště Kalahari byly zjištěny kobylky, sarančata, mravenci, brouci, hmyzí larvy a menší množství ovoce.